# Elecciones a la alcaldía de Londres de 2016
El 5 de mayo de 2016 se celebraron elecciones para elegir al Alcalde de la Autoridad del Gran Londres (Mayor of London).

## Resultados
De acuerdo con los resultados, el laborista Sadiq Khan resultó elegido alcalde de Londres, imponiéndose en segunda ronda al candidato conservador Zac Goldsmith. Los resultados completos de los comicios fueron los siguientes:
| Candidato        | Partido | Partido          | Votos de 1ª preferencia | % de votos 1ª preferencia | Votos de 2ª preferencia | Votos en 2ª ronda | % de votos 2ª ronda |
| ---------------- | ------- | ---------------- | ----------------------- | ------------------------- | ----------------------- | ----------------- | ------------------- |
| Sadiq Khan       |         | Laborista        | 1 148 716               | 44,2                      | 161 427                 | 1 310 143         | 56,85               |
| Zac Goldsmith    |         | Conservador      | 909 755                 | 35,0                      | 84 859                  | 994 614           | 43,15               |
| Siân Berry       |         | Verde            | 150 673                 | 5,8                       |                         |                   |                     |
| Caroline Pidgeon |         | Liberal          | 120 005                 | 4,6                       |                         |                   |                     |
| Peter Whittle    |         | UKIP             | 94 373                  | 3,6                       |                         |                   |                     |
| Sophie Walker    |         | Women's Equality | 53 055                  | 2,0                       |                         |                   |                     |
| George Galloway  |         | Respect          | 37 007                  | 1,4                       |                         |                   |                     |
| Paul Golding     |         | Britain First    | 31 372                  | 1,2                       |                         |                   |                     |
| Lee Harris       |         | CISTA            | 20 537                  | 0,8                       |                         |                   |                     |
| David Furness    |         | BNP              | 13 325                  | 0,5                       |                         |                   |                     |
| Prince Zylinski  |         | Independiente    | 13 202                  | 0,5                       |                         |                   |                     |
| Ankit Love       |         | One Love         | 4941                    | 0,2                       |                         |                   |                     |